# Habitus (geologie)
Habitusul unui cristal definește suprafața unei fațete a cristalului raportat la suprafața celorlalte fațete, astfel se pot distinge 3 categorii mari de habitus:
- izometric
- planar (tabular)
- prismatic (acicular)

Pentru precizări se mai folosesc termenii de definire ca habitus: 
- tabular gros,
- coloane scurte,
- granular
- cubic
- radial fibros
- romboedric pseudocuburi, etc.

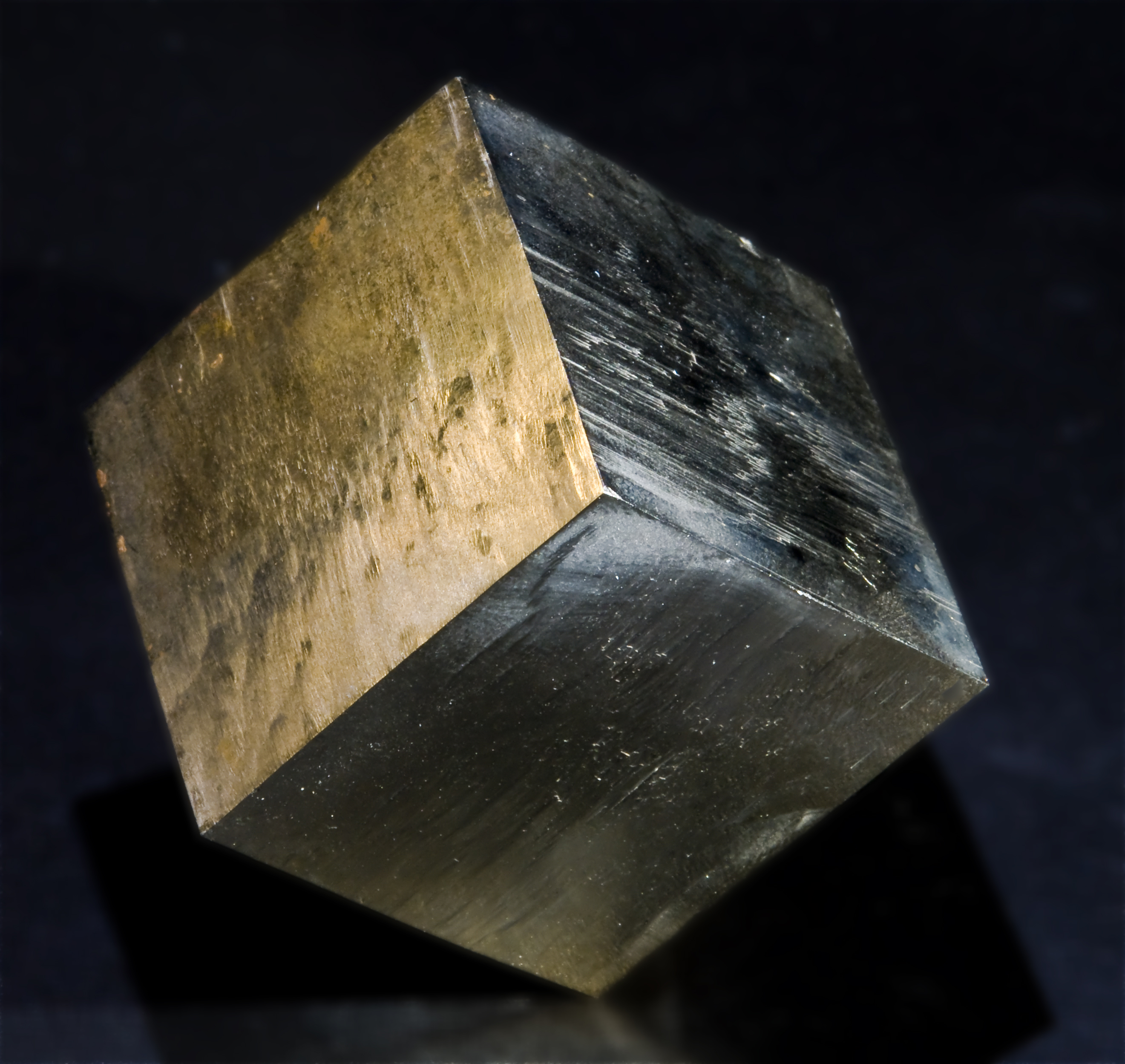
izometric Pirita
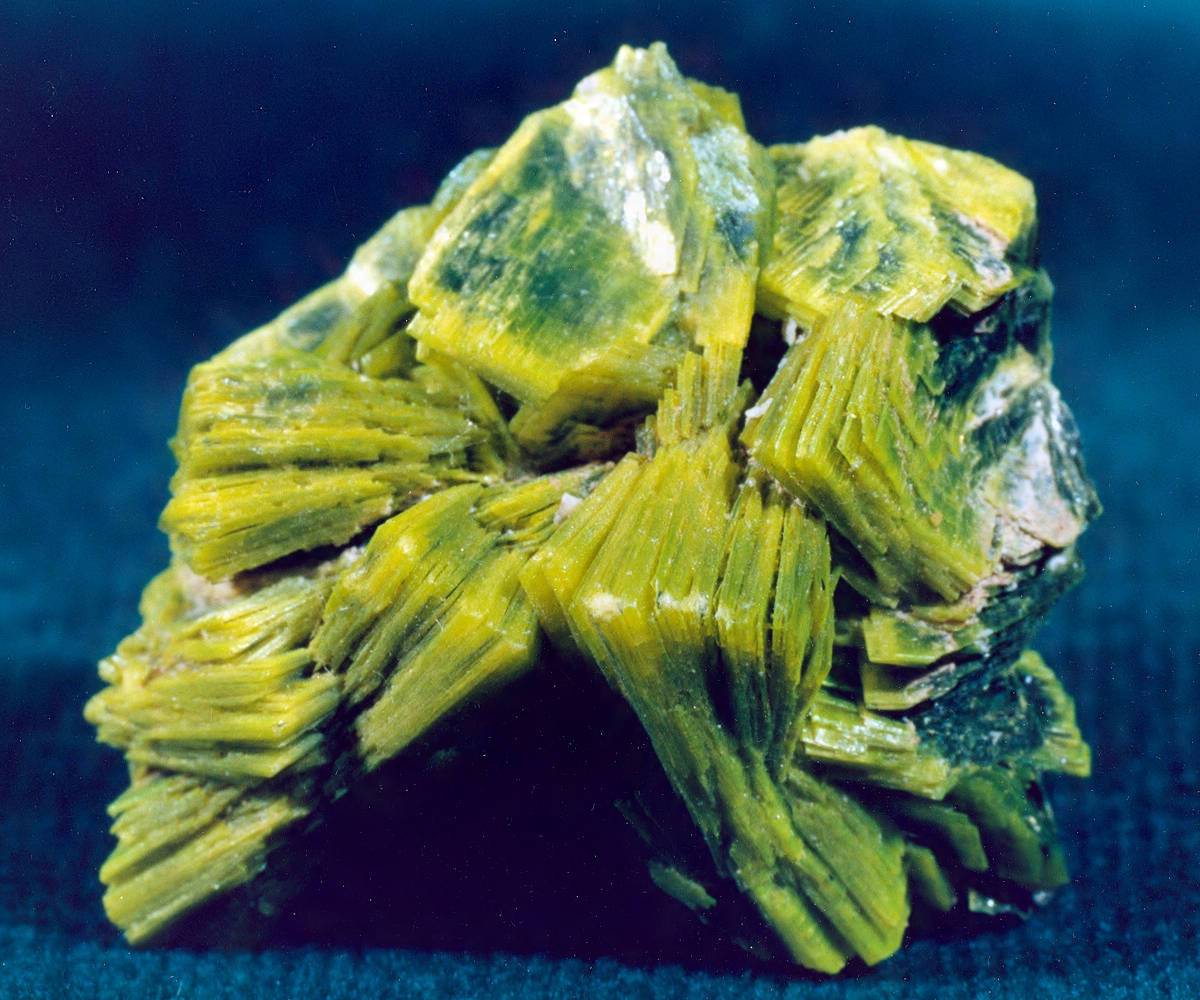
tabular Autunit
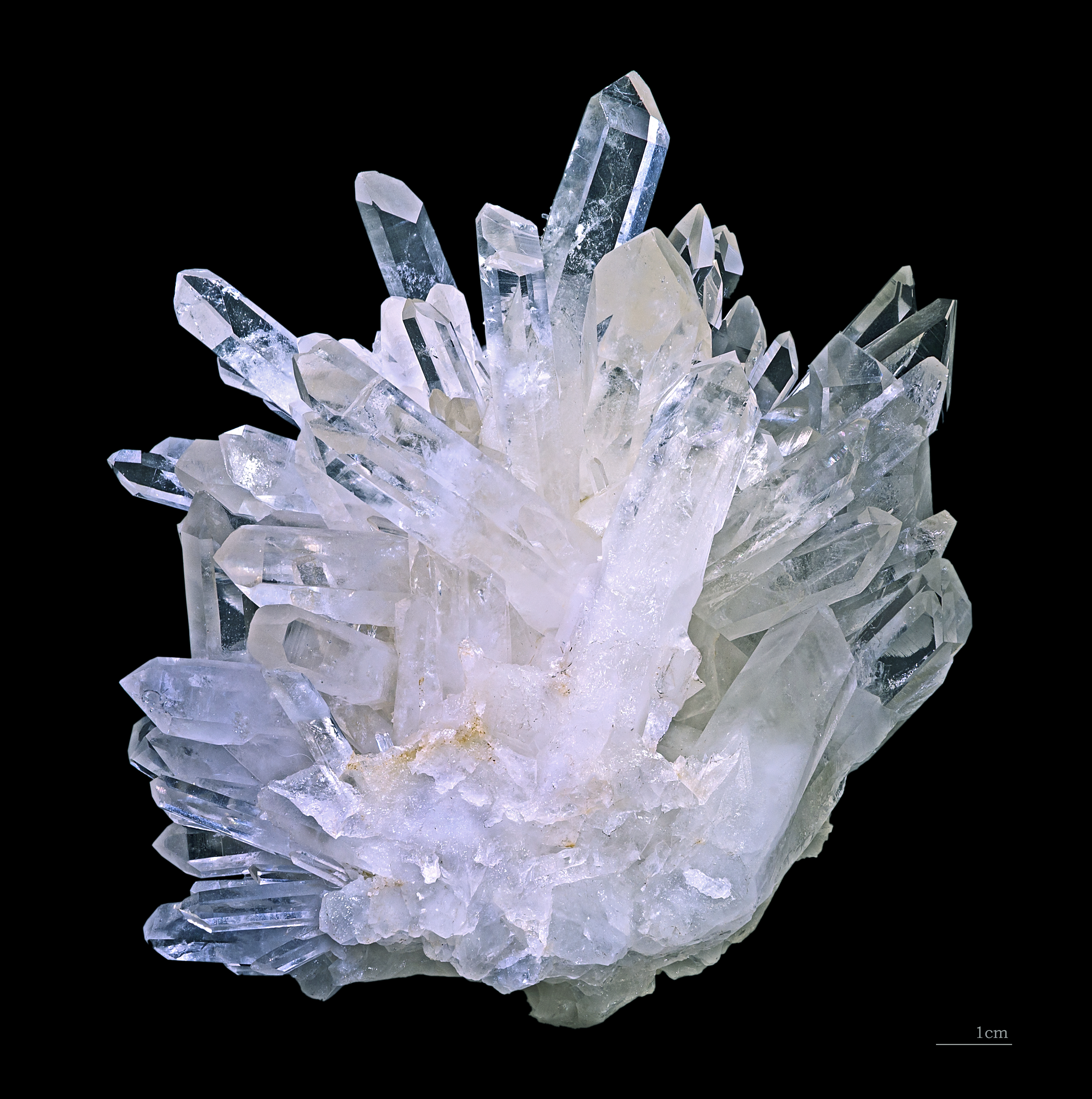
prismatic, coloane Cuarţ
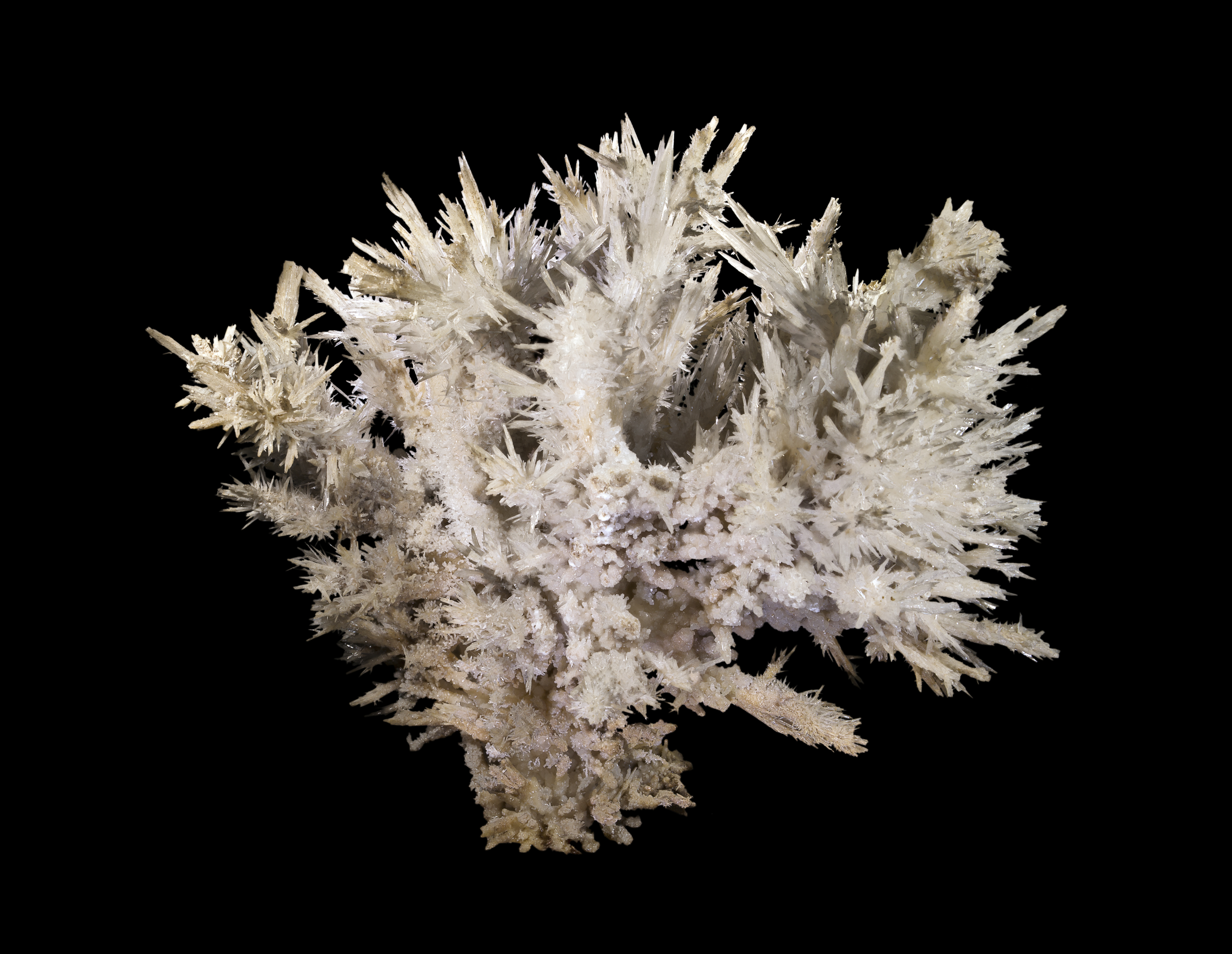
acicular Aragonit